# 福里斯特霍姆 (紐約州)
福里斯特霍姆（英語：Forest Home）是位於美國紐約州湯普金斯縣的普查規定居民點。

## 人口
根據2020年美國人口普查的數據，福里斯特霍姆的面積為0.63平方千米，當中陸地面積為0.58平方千米，而水域面積為0.05平方千米。當地共有人口1168人，而人口密度為每平方千米1,853.97人。